# Kerivoula eriophora
Kerivoula eriophora är en däggdjursart som först beskrevs av Theodor von Heuglin 1877.  Kerivoula eriophora ingår i släktet Kerivoula och familjen läderlappar. IUCN kategoriserar arten globalt som otillräckligt studerad. Inga underarter finns listade i Catalogue of Life.
Denna fladdermus är bara känd från en mindre region i norra Etiopien. Artens taxonomi är omstridd. Kanske är den identisk med andra arter från samma släkte.